# Peschiera Borromeo
Peschiera Borromeo település Olaszországban, Lombardia régióban, Milánó megyében. Lakosainak száma 24 304 fő (2023. január 1.). Peschiera Borromeo Mediglia, Milánó, Pioltello, Rodano, San Donato Milanese, Pantigliate és Segrate községekkel határos.

## Népesség
A település lakossága az elmúlt években az alábbi módon változott:
| Lakosok száma | 23 091 | 23 515 | 23 387 | 24 304 |
|               | 2013   | 2017   | 2018   | 2023   |